# Horst Hächler
Horst Hächler (Hamburg, 12 maart 1926) is een Duits acteur, scenarioschrijver, filmregisseur en filmproducent. Hij was getrouwd met actrice Maria Schell van 1957 tot hun scheiding in 1965. Samen hadden ze één zoon.  

## Biografie
Hächler begon zijn artistieke carrière als acteur bij het Hamburgse Kammerspiele theater, waar hij van 1945 tot 1948 werkte. Zijn entree in de filmwereld begon in 1948 met een kleine rol in de film Der Apfel ist ab van Helmut Käutner. Hij bleef voor Käutner werken en was zijn assistent-regisseur van 1952 tot 1953.  
In 1956 debuteerde hij als regisseur met de film Liebe, gebaseerd op de roman Vor Rehen wird gewarnt van Vicki Baum. De hoofdrolspeelster was Maria Schell, met wie Hächler in 1957 trouwde. Hun zoon Oliver werd geboren in 1962 en ze scheidden in 1965.
Zijn productie van de roman Raubfischer in Hellas was een flop. Omdat Hächler vervolgens nauwelijks regieopdrachten kreeg, richtte hij in 1971 in München zijn productiemaatschappij TV 13 Fernseh- und Filmgesellschaft mbH op, waarmee hij eigen reportagefilms produceerde naar het voorbeeld van de uiterst succesvolle serie Schulmädchen-Report van Wolf C. Hartwig.
In 1973 richtte hij de nieuwe filmmaatschappij CTV 72 Film- und Fernsehproduktiongesellschaft mbH op. Met deze maatschappij verfilmde hij ook verschillende romans van Ludwig Ganghofer; de films verschillen van de overeenkomstige verfilmingen uit de jaren 1950 door hun onsentimentele hardheid. Beide maatschappijen zijn al lang uit het handelsregister geschrapt.

## Filmografie

### Als acteur
- 1948: Der Apfel ist ab
- 1950: Epilog: Das Geheimnis der Orplid
- 1953: Geliebtes Leben
- 1954: Die letzte Brücke
- 1955: Ludwig II: Glanz und Ende eines Königs

### Als regisseur
- 1955: Herr über Leben und Tod
- 1956: Liebe
- 1959: As the Sea Rages
- 1963: Mord in Rio
- 1963: Tödlicher Karneval
- 1977: Waldrausch
- 1983: Lass das - ich hass das

### Als producent
- 1971: Hausfrauen-Report – unglaublich, aber wahr
- 1971: L'ochhio nel labirinto
- 1971: Ehemänner-Report
- 1971: Hausfrauen-Report 2. Teil
- 1972: Blutjung und liebeshungrig
- 1972: Hexen – geschändet und zu Tode gequält
- 1972: Die Klosterschülerinnen
- 1972: Hausfrauen-Report 3. Teil
- 1972: Hausfrauen-Report international
- 1973: Urlaubsgrüße aus dem Unterhöschen
- 1973: Matratzen-Tango
- 1973: Schloß Hubertus
- 1973: Hexen – geschändet und zu Tode gequält
- 1973: Hausfrauenreport 4. Teil
- 1973: Auch Ninotschka zieht ihr Höschen aus
- 1974: Magdalena – vom Teufel besessen
- 1974: Der Jäger von Fall
- 1974: Zwei himmlische Dickschädel
- 1975: Monika und die Sechzehnjährigen
- 1975: Der Edelweißkönig
- 1976: Das Schweigen im Walde
- 1976: Anita Drögemöller und die Ruhe an der Ruhr
- 1977: Waldrausch
- 1978: Das Wirtshaus der sündigen Töchter
- 1979: Zum Gasthof der spritzigen Mädchen
- 1979: Kesse Teens und irre Typen
- 1980: Der Kurpfuscher und seine fixen Töchter
- 1981: Frankfurt Kaiserstraße
- 1982: Randale
- 1983: Laß das – ich haß’ das

### Scenario
- 1954: Herr über Leben und Tod
- 1969: Der Mann mit dem goldenen Pinsel
- 1977: Waldrausch